# بلویو (واشینگتن)
بلویو (به انگلیسی: Bellevue) شهری در شهرستان کینگ ایالت واشینگتن است که در سرشماری سال ۲۰۱۰ میلادی، ۱۲۲۳۶۳ نفر جمعیت داشته است.

## ایرانیان بلویو
در این شهر یک رستوران ایرانی وجود دارد به نام کاسپین.